# Vihanti
Vihanti je obec v provincii Severní Pohjanmaa ve Finsku. Počet obyvatel obce je 3 280 (2007), rozloha 485,21 km² (z toho 4,13 km² připadá na vodní plochy). Hustota zalidnění je pak 6,8 obyv./km².

## Vesnice
Alpua, Ilveskorpi, Lampinsaari, Myllyperä–Perukka, Vihanti, Lumimetsä.

## Partnerské obce
- Märjamaa, Estonsko